# Frank Sherwin
Frank Sherwin (* 6. Oktober 1905 in Dublin; † 7. November 1981 ebenda) war ein irischer Politiker. Er war von 1957 bis 1965 Teachta Dála (Abgeordneter) im Dáil Éireann, dem irischen Unterhaus des Oireachtas.

## Biografie
Sherwin erlebte als Kind die Kämpfe während des Osteraufstands. Mit 13 Jahren verließ er die Schule und begann eine Lehre. Schon als Jugendlicher trat er der Jugendorganisation der IRA ein. Er lehnte den Anglo-Irischen Vertrag ab. Als er bei dem Überfall auf die Griffith Barracks, einer Kaserne der Irischen Streitkräfte, festgenommen wurde, erfuhr er erhebliche Misshandlungen, die zur Lähmung seines rechten Arms führten. Nach einem Gnadenersuch wurde Sherwin auf Veranlassung von Justizminister Kevin O’Higgins im Juli 1924 entlassen. 
Sherwin wurde Geschäftsmann und betrieb schließlich zahlreiche Diskotheken („Dance Halls“). 
1926 trat er der Fianna Fáil bei. 1939 wurde er in den Vorstand gewählt. Mit dem Beginn des Zweiten Weltkrieges trat er in die Irischen Streitkräfte ein. Als die Fianna Fáil ihn nicht zu den Wahlen aufstellen wollte, trat er aus der Partei aus. Er bandelte kurz mit der Partei Clann na Poblachta an, blieb dann aber doch parteilos. Bei den Wahlen 1957 versuchte er erstmals in den Dáil für den Wahlkreis Dublin North-Central einzuziehen, verpasste jedoch die notwendige Stimmenzahl. Aber schon bald kam es zu einer Nachwahl im Wahlkreis, als der Abgeordnete Colm Gallagher starb. Im November 1957 gewann Sherwin diese Nachwahl und zog in den Dáil ein. Bei den nachfolgenden Wahlen 1961 konnte er seinen Sitz verteidigen, scheiterte dann aber bei den Wahlen 1965. Er versuchte noch, bei den Wahlen zum Dáil Éireann 1969 (Wahlkreis Dublin Central) und 1977 (Wahlkreis Dublin Cabra) den Sitz zurückzugewinnen, was allerdings misslang.
Er gehörte der Dublin Corporation von 1955 bis 1967 und von 1974 bis zu seinem Tod 1981 an. 
Sherwin war seit 1937 mit Rosanna Kinsella verheiratet und hatte neun Kinder.
Ein Jahr nach seinem Tod wurde 1982 die Stahlbeton-Plattenbrücke Frank Sherwin Bridge als Verbindungsbrücke zwischen St. John’s Road und Victoria Quay über den Liffey eröffnet.